# Premi Robert 1991
L'8ª edizione dei Premi Robert si è svolta a Copenaghen nel 1991.

## Vincitori
- Miglior film: Lad isbjørnene danse, regia di Birger Larsen
- Miglior attore protagonista: Tommy Kenter - Lad isbjørnene danse
- Miglior attrice protagonista: Dorota Pomykala - Kaj's fødselsdag
- Miglior attore non protagonista: Peter Schrøder - Springflod
- Miglior attrice non protagonista: Kirsten Olesen - Springflod
- Miglior fotografia: Dirk Brüel - Springflod
- Miglior montaggio: Leif Axel Kjeldsen - Springflod
- Miglior musica: Fini Høstrup - Springflod
- Miglior sonoro: Niels Arild - Fuglekrigen i Kanøfleskoven
- Miglior film straniero: Nuovo cinema Paradiso, regia di Giuseppe Tornatore
- Miglior cortometraggio/documentario: 1700 meter fra fremtiden, regia di Ulla Boje Rasmussen
- Premio Robert onorario: Jannik Hastrup